# Schulabbruch
Als Schulabbrecher bezeichnet man einen Schulabgänger ohne Hauptschulabschluss bzw. ohne Abschlusszeugnis einer besonderen Schule.

## Hintergrund
Im föderal gegliederten deutschen Staat ist das Schulwesen (ebenso wie das Polizeiwesen) Ländersache. Dort legen Kultus- oder Bildungs- bzw. Schulministerien die Bedingungen fest, unter denen ein Schüler den einfachen oder erweiterten Hauptschulabschluss erreichen kann. Nach dem Amoklauf von Winnenden wurde die Vereinheitlichung der Länderregeln vorangetrieben; so wird heute in allen Ländern in der 10. Klasse eine Prüfung zum „Mittleren Schulabschluss (MSA)“ abgelegt, deren erfolgreiches Bestehen Voraussetzung für das Weiterkommen ist. Der Hauptschulabschluss wird erreicht, wenn man die 9. Klasse nicht wiederholen muss. Die Anzahl der Pflicht-Schulbesuchsjahre ist nach wie vor unterschiedlich in den Ländern.

## Vergleichende Statistik innerhalb Deutschlands
Die Schulabbrecherquote (Abgänger ohne bestandene 9. Klasse) lag 2008 in Deutschland bei 7 Prozent, 2001 lag sie noch bei 9,7 Prozent. Betroffen waren im Entlassjahr 2008 insgesamt 64.400 Schüler. Im Kreisvergleich schwankt die Quote zwischen 13,9 Prozent (Landkreis Ostvorpommern) und dem Landkreis Prignitz mit 13,8 Prozent sowie dem Landkreis Eichsfeld mit 2,5 Prozent und der Stadt Jena mit 3,1 Prozent. Insgesamt lagen nur vier Kreise der zwanzig Kreise mit den höchsten Abbrecherquoten in westdeutschen Bundesländern. Baden-Württemberg (5,5 Prozent) und Bayern (6,3 Prozent) weisen die geringsten Quoten, Sachsen-Anhalt mit 10,8 Prozent vor Mecklenburg-Vorpommern mit 9,9 Prozent die höchsten Quoten (2008) auf. Insgesamt brachen 8,6 Prozent der männlichen Abgänger die Schule ab, bei den jungen Frauen waren es 5,5 Prozent.
Seit 2008 hat sich die Schere zwischen den Bundesländern weiter geöffnet. Laut Statistik des Bundesinstituts für Bau-, Stadt- und Raumforschung (BBSR) ergab sich für 2011 folgendes Bild: Bayern 4,1 Prozent, Baden-Württemberg und Niedersachsen: jeweils 4,9 Prozent, sowie am anderen Ende der Statistik Mecklenburg-Vorpommern mit 14,2 Prozent. Insgesamt verließen am Ende des Schuljahres 2011/2012 etwa 50.000 Jugendliche die Regelschulen, ohne einen Abschluss gemacht zu haben. Dies entspricht einem Anteil von 5,7 Prozent und ist somit eine deutliche, weitere Verbesserung.
Einer Studie des deutschen Caritasverbandes von 2019 zufolge stieg die Abbrecherquote hiernach allerdings wieder an: Mit etwa 52.000 Schulabbrechern lag die bundesweite Quote im Jahr 2017 bei 6,9 %.
Ohne Schulabschluss droht vielen Jugendlichen ein Leben als Hilfsarbeiter oder Empfänger von Arbeitslosengeld II. Von den 2009 rund drei Millionen bei der Bundesagentur für Arbeit gemeldeten Arbeitslosen hatten 472.400 keinen Schulabschluss, viele von ihnen waren Langzeitarbeitslose.
Im Jahr 2021 lag die Schulabbruchquote, ähnlich wie in den zehn Jahren zuvor, bei etwa 6 Prozent. Etwa 60 Prozent davon sind männlich; Menschen mit ausländischer Staatsbürgerschaft sind mit 13,4 Prozent fast dreimal so häufig betroffen wie gleichaltrige Deutsche mit 4,6 Prozent. Die Hälfte der Betroffenen war in einer Förderschule.

## Österreich
Knapp 5 % jedes Jahrgangs haben keinen positiven Pflichtschulabschluss (d. h. Abschluss der Sekundarstufe I) und damit keine Chance auf eine weiterführende Schulbildung oder eine Berufsausbildung.
Rund 12 % der 15- bis 24-Jährigen gehen nach dem Ende der Pflichtschulzeit keiner Ausbildung und keiner Berufsausübung nach. Diese Zahlen zeigen hohe Unterschiede nach Geschlecht, Herkunft und Region, wobei in Wien die Zahl der Schulabbrüche weit höher ist als in ländlichen Gebieten. So blieben 2012 in Tirol 2,9 % der deutschsprachigen Schülerinnen und Schüler ohne Pflichtschulabschluss aber 12,1 % der nicht-deutschsprachigen Jugendlichen. In Vorarlberg waren es sogar 2,8 % zu 16,9 %, was gleichbedeutend ist mit einem 6-fach erhöhten Risiko für Schülerinnen und Schüler mit nicht-deutscher Umgangssprache.

## Ursachenforschung
Von wissenschaftlicher Seite ist das Phänomen „Schulabbruch“ besonders gut in den Vereinigten Staaten untersucht. Weil es in den USA keinen dem Hauptschulabschluss bzw. der mittleren Reife entsprechenden Schulabschluss gibt, ein Schulabbruch also die einzige „Alternative“ zum Erwerb der Studienerlaubnis (High School Diploma) darstellt, ist das Problem Dropout in diesem Land besonders augenfällig. Im Jahre 2009 verließen 8,1 % der amerikanischen High-School-Schüler die Schule ohne einen Abschluss. Zu den Prädiktoren des Schulabbruchs gibt es heute zahlreiche wissenschaftliche Studien; das Augenmerk gilt meist sozialen und akademischen Risikofaktoren. Eine alternative Deutung hat der Psychologe Daniel Goleman vorgenommen, der bemerkt, dass Schulabbrecher oft Einzelgänger bzw. Außenseiter seien, deren emotionale und soziale Kompetenz unzureichend geschult sei. Er bezieht sich dabei u. a. auf eine Studie von Stephen Asher und Sonda Gabriel, die beobachtet hatten, dass ca. 25 % der Kinder, die bereits in der Grundschule bei ihren Altersgenossen unbeliebt waren, die High School abbrachen.